# Parque nacional Boodjamulla
El Parque Nacional Boodjamulla es un parque nacional, en Queensland (Australia), anteriormente conocido como Lawn Hill National Park. Está ubicado a 1837 km al noroeste de Brisbane.
Dentro del parque se encuentran los campos de fósiles de Riversleigh, sitio clasificado como Patrimonio Mundial por la Unesco. En el parque se encuentran diversos arroyos, cañones y cordilleras calcáreas. El cañón de Lawn Hill Gorge, socavado por el arroyo Lawn Hill es un rico oasis de vegetación tropical. El cañón es habitado por cocodrilos de agua dulce. El proceso de erosión sobre las montañas de caliza y limo ha producido gran cantidad de interesantes accidentes geográficos como grutas y formaciones rocosas.
La región ha sido habitada por el pueblo aborigen Waanyi por al menos 17.000 años y llaman Boodjamulla (país de la serpiente arcoíris). El cañón Lawn Hill es un lugar sagrado para los Waanyi, quienes actualmente participan en el manejo del parque.
En tiempos recientes, la región ha sido la principal zona productora de ganado de Queensland.
El sitio arqueológico de Riversleigh. dentro del parque está clasificado como Patrimonio de la humanidad y contiene gran cantidad de restos fósiles, huesos de animales de cerca de 25 millones de años y se preservaron en capas sedimentarias del suelo.
En diciembre de 2006 las autoridades cerraron el acceso al parque debido a los incendios forestales que consumieron más de 60.000 ha dentro y en los alrededores del parque.